# A Segunda Guerra Mundial (série de livros)
A Segunda Guerra Mundial (inglês: The Second World War) é um livro composto de seis volumes escrito por Winston Churchill. A obra sobre a Segunda Guerra Mundial coroou uma vida literária exercida junto com a política e valeu ao autor o Prêmio Nobel de Literatura de 1953.
Dividido em seis volumes, The Gathering Storm (A aproximação da tempestade), Their Finest Hour (Seu melhor momento), The Grand Alliance (A grande aliança), The Hinge of Fate (A articulação do destino), Closing the Ring (Fechando o círculo) e Triumph and Tragedy (Triunfo e Tragédia), a obra traz, através de uma visão privilegiada de quem participou ativamente dos fatos, a história da guerra desde suas causas primordiais, ainda nos anos 1920, até seu desenlace.
A obra teve um enorme sucesso de vendas na Grã-Bretanha e nos Estados Unidos. A primeira edição surgiu em seis volumes; edições posteriores apareceram em doze e em quatro volumes, e houve também uma versão resumida de um único volume. Condensado num único volume de cerca de 1200 páginas, cobrindo cerca de um quarto da obra original, para maior facilidade de leitura do público em geral, o livro foi reeditado em todo mundo no fim da década de 1950 e publicado no Brasil sob o título Memórias da Segunda Guerra Mundial, pela Editora Nova Fronteira. 
Churchill escreveu a obra com uma equipa de assistentes usando as suas próprias notas e tendo acesso privilegiado aos documentos oficiais enquanto ainda trabalhava como dirigente político; o texto foi examinado pelo Secretário do seu Gabinete. Churchill foi geralmente justo no tratamento dos factos, mas escreveu a história do seu ponto de vista pessoal. Ele não pôde revelar todos os fatos, porque alguns, tais como o uso de informação electrónica Ultra, tinham que permanecer em segredo. Do ponto de vista histórico, o livro é, portanto, uma memória incompleta de um líder destacado de um dos países mais envolvidos na guerra.
Esta obra de Churchill é considerada um dos 100 melhores livros de todos os tempos pela equipe literária da revista Newsweek. 

## Escrita

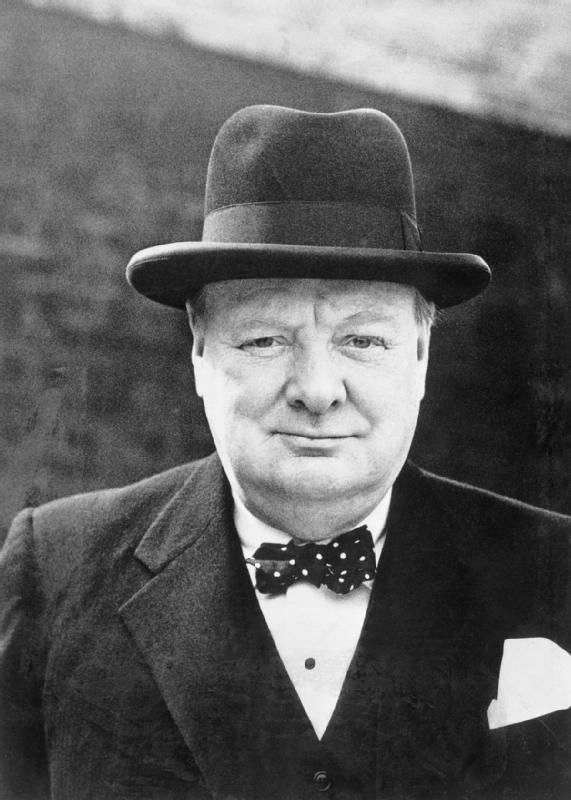
Churchill durante a Segunda Guerra Mundial

Quando ascendeu ao cargo de primeiro-ministro, em 1940, Churchill decidiu escrever a história da guerra que estava a decorrer - a II Guerra Mundial. Ele disse várias vezes: "Vou deixar decisões sobre este assunto para a história – mas eu serei um dos historiadores." Para contornar as regras contra o uso de documentos oficiais, ele tomou a precaução durante a guerra de fazer um resumo semanal de correspondência, minutas, memorandos, actas e outros documentos, resumos que remetia para "Minutas pessoais do Primeiro Ministro". Estas notas foram depois armazenadas em sua casa tendo Churchill escrito ou ditado cartas e memorandos com a intenção de colocar as suas opiniões sobre os registos, para uso posterior como historiador. Este procedimento tornou-se uma fonte de controvérsia quando A Segunda Guerra Mundial começou a ser publicada em 1948. Churchill era um político e líder da oposição com a intenção de voltar ao governo, não um historiador académico, de modo que foi questionado o acesso de Churchill a registos militares e diplomáticos do Governo que eram negados a outros historiadores.
Não era conhecido, na época, que Churchill tinha feito um acordo com Clement Attlee líder do Partido Trabalhista (Reino Unido) e que chefiava o governo britânico em 1945. Attlee concordou em permitir aos assistentes de pesquisa de Churchill o acesso a todos os documentos, desde que nenhum segredo oficial fosse revelado, que os documentos não fossem utilizados para fins político-partidários e que o texto dactilografado fosse examinado pelo Secretário do Gabinete, Sir Norman Brook. Brook ganhou um grande interesse pelo livro e reescreveu algumas secções para garantir que os interesses britânicos não fossem prejudicados ou que o governo não saísse embaraçado. O acesso privilegiado de Churchill a documentos e o seu conhecimento deram-lhe uma vantagem sobre outros historiadores da II Guerra Mundial durante muitos anos. Os livros tiveram um enorme sucesso de vendas na Grã-Bretanha e os Estados Unidos o que permitiu a Churchill enriquecer pela primeira vez. Mas ainda que Churchill surja como o autor, grande parte do seu texto foi escrita por uma equipa de pesquisadores.
Após a morte de Churchill e os arquivos terem sido franqueados, tornaram-se evidentes algumas deficiências do seu trabalho como historiador. Algumas destas eram inerentes à posição que Churchill ocupou como antigo primeiro-ministro e político no activo. Ele não podia revelar segredos militares, tais como o trabalho dos serviços secretos em Bletchley Park, ou o planeamento da bomba atómica. Como foi afirmado na introdução do autor, o livro concentra-se no esforço de guerra britânico. Outros teatros de guerra são descritos em grande parte como pano de fundo. As descrições dos combates na Frente Leste e, em menor medida, da Guerra do Pacífico são esquemáticas. Embora seja em geral justo, são veiculadas algumas vinganças pessoais, por exemplo, contra Sir Stafford Cripps, considerado por alguns como "sendo a única alternativa possível como primeiro-ministro em tempo de guerra" a Churchill.

## Edições
A Segunda Guerra Mundial (The Second World War) tem sido publicada em edições de seis, doze e de quatro volumes. Alguns volumes nessas edições partilham nomes, como Triunfo e Tragédia (Triumph and Tragedy) mas o conteudo dos volumes varia, cobrindo parcelas variáveis da obra.
| Primeira edição (capa dura) em seis volumes 1. The Gathering Storm (1948) 2. Their Finest Hour (1949) 3. The Grand Alliance (1950) 4. The Hinge of Fate (1950) 5. Closing the Ring (1951) 6. Triumph and Tragedy (1953) | Edição em brochura de doze volumes 1. The Gathering Storm 2. The Twilight War 3. The Fall of France 4. The Commonwealth Alone 5. Germany Drives East 6. War Comes to America 7. The Onslaught of Japan 8. Victory in Africa 9. The Invasion of Italy 10. Assault from the Air 11. The Tide of Victory 12. Triumph and Tragedy | Edição condensada em quatro volumes 1. Milestones to Disaster 2. Alone 3. The Grand Alliance 4. Triumph and Tragedy |

A Segunda Guerra Mundial (The Second World War) também está disponível em edição resumida de um único volume.